# 漫遊火星
《漫遊火星》（英語：Roving Mars）是一個關於火星探测漫游者計畫下的兩台火星車勇气号和机遇号從開發、發射直到登陸後操作的 IMAX 紀錄片。

## 特色
該影片使用少量來自火星的真實影像，其他則是以來自探測車和其他火星探測器資料為基礎，以電腦繪製成的影像。發行商华特迪士尼影片已推出該影片的藍光光碟版。

## 票房
漫遊火星的票房直到2009年1月25日已超過1千萬美金。

## 其他
Roving Mars 同時也是火星探測漫游者主持人史蒂夫·斯奎爾斯出版的一本非小說書籍標題。

## 外部連結
- Roving Mars
- 互联网电影数据库（IMDb）上《漫遊火星》的资料（英文）
- AllMovie上《漫遊火星》的资料（英文）
- Boston Globe article about the development of the film （页面存档备份，存于）